# Tell Arpaczija
Tell Arpaczija – tell, stanowisko archeologiczne w północnym Iraku na obrzeżach miasta Mosul. Położone na lewym brzegu rzeki Tygrys, w odległości sześciu kilometrów od starożytnego miasta Niniwa. Odkryte na wzgórzu jedenaście poziomów archeologicznych podzielonych na cztery okresy stanowi najlepiej udokumentowaną sekwencję rozwoju kultury Halaf, której centrum stanowiło Tell Arpaczija. Początki osady datowane są na koniec VI tysiąclecia p.n.e.

## Wykopaliska
Pierwsze prace wykopaliskowe w Tell Arpaczii przeprowadziła angielska ekspedycja Maxa Mallowana w 1933 roku, choć już w 1928 roku Reginald Campbell Thompson odkrył ceramikę kultury Halaf na powierzchni wzniesienia. Efekty prac brytyjskiej ekspedycji zostały opublikowane w 1935 roku. W 1976 roku kolejne prace wykopaliskowe prowadzone przez Ismaila Hijare przyczyniły się do odkrycia kolejnych poziomów archeologicznych odnoszących się do kultury Halaf.

## Stadia w architekturze iSpalony Dom

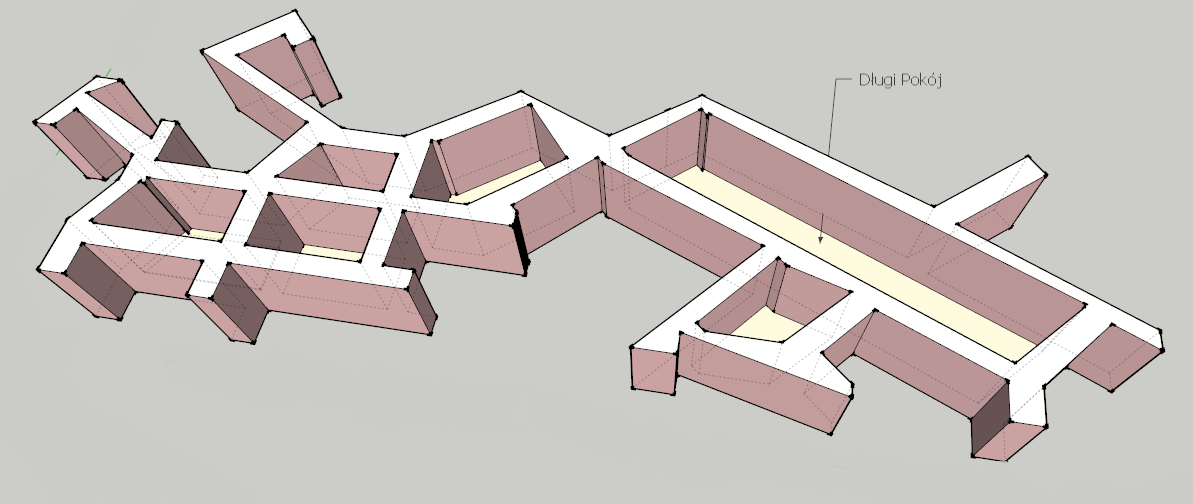
Spalony Dom i pomieszczenie zwane Długim Pokojem w warstwie TT6, gdzie odnaleziono wiele zabytków kultury Halaf (rekonstrukcja 3D).

Z najstarszej fazy 1 w Tell Arpachija pochodzą prostokątne domostwa budowane z glinianych cegieł na gruncie bez fundamentów. W młodszej fazie 2 obok budynków prostokątnych pojawiają się owalne (w tym jeden z pomalowanymi na czerwono ścianami oraz kamiennym ogrodzeniem). Dla fazy 3 charakterystyczne są owalne budynki z prostokątnymi przedsionkami na kamiennym fundamencie. Z najmłodszej fazy 4 pochodzi tak zwany Spalony Dom (ang. Burnt House) – zniszczony częściowo przez ogień budynek w którym odnaleziono najwięcej (ponad 150) zabytków, w tym zdobioną ceramikę, kamienne naczynia oraz figurki.
Zgodnie z hipotezą Maxa Mallowana Spalony Dom miał być warsztatem ceramicznym i kamieniarskim. Według innych uczonych budynek mógł być składem cennych przedmiotów społeczności Tell Arpaczii lub skarbcem, w którym lokalny przywódca przechowywał swoje rzeczy. Według Charlesa Maiselsa budynek mógł stanowić dla osady emporium, w którym przechowywano rzeczy na potrzeby handlu wymiennego z innymi osadami. Nie jest znana przyczyna spalenia domu, a interpretacje są bardzo rozbieżne: od pożaru podczas najazdu ludzi kultury Ubajd po spalenie podczas rytualnej kremacji.

## Pochówki
Na kilku poziomach archeologicznych odnaleziono ślady pochówków. Blisko owalnych budynków fazy 2 odkryto pochówki czaszek z glinianymi maskami charakterystyczne dla praktyk religijnych Syrii oraz Jerycha. Wczesny cmentarz z ponad 50 pochówkami przez większość czasu usytuowany był poza osadą.  Niektóre z pochówków sugerują praktyki celowej deformacji czaszek. Groby zawierają dary w postaci malowanej, polichromowanej ceramiki, a jeden z grobów zawiera gliniane naczynie z unikalnym przedstawieniem długowłosej kobiety oraz myśliwego z łukiem. Niektóre z dziwnych praktyk religijnych stosowanych w Tell Arpaczii skłoniły Ismaila Hijarę do wysunięcia tezy, że osada stanowiła rytualne centrum dla elit, choć ślady zwykłego codziennego życia temu przeczą.

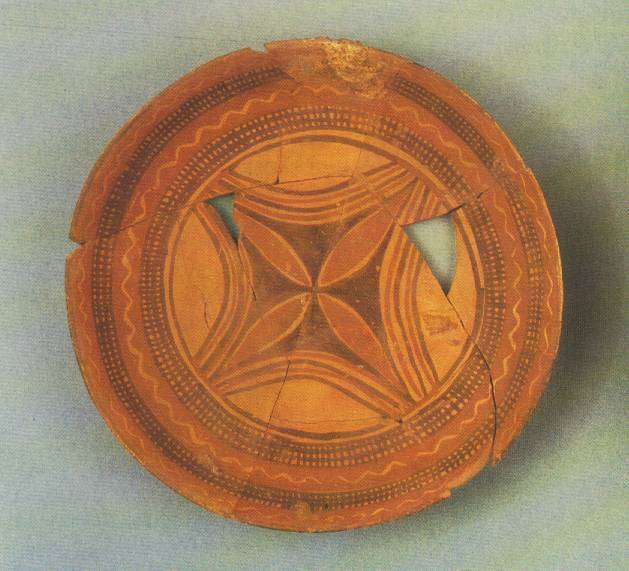
Przykład ceramiki z Arpaczii zdobionej czerwoną, białą i czarną farbą

## Dieta mieszkańców
Z najwcześniejszych okresów Tell Arpaczii pochodzą ślady udomowienia i hodowli kóz oraz owiec, których liczebność malała z czasem na rzecz hodowli bydła oraz świń. Odnaleziono nieliczne ślady polowań na onagery i gazele. Wykorzystywano pszenicę, jęczmień, soczewicę oraz len. Jednak ze względu na wysoki poziom wykonywanej w Tell Arpaczii ceramiki można sądzić, że osada mogła w pewnym stopniu porzucić rolnictwo i stanowić centrum wytwórcze luksusowych przedmiotów na potrzeby handlu wymiennego.

## Rzemiosło
Tell Arpaczija jest modelowym stanowiskiem dla kultury Halaf. Najliczniej zachowanymi w Arpaczii przedmiotami są amulety wykonywane z takich materiałów jak czarny steatyt, bawiony wapień, kalcyt, terakota, a nawet fryta i kwarcyt. Do wykonywania ozdobnej biżuterii używano tutaj również obsydianu, kwarcu czy lapis lazuli. Na wysokim poziomie stało garncarstwo, nawet to z początkowego okresu rozwoju osady, kiedy nie używano jeszcze koła garncarskiego. Wykonywane w Tell Arpaczii gliniane naczynia były ozdabiane kolorową polichromią oraz zwierzęcymi motywami. Wytwarzaną w swoich warsztatach ceramikę mieszkańcy Tell Arpaczii eksportowali do innych osad, m.in. Tell Gawra, gdzie archeolodzy odnaleźli jej pozostałości.